# Відділ спеціального зберігання (СРСР)

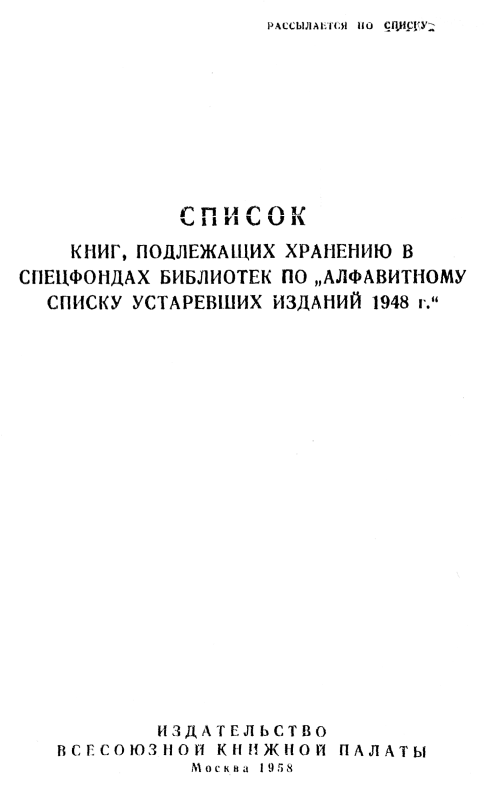
Обкладинка. Список книжок, що підлягають зберіганню в спецфондах біблиотек за «Алфавітним списком застарілих видань 1948 р.»

Ві́дділ спеціа́льного зберіга́ння (рос. спецхран) — в СРСР спеціальний відділ у бібліотеці, доступ до якого був обмежений. У цих відділах знаходилися видання, ознайомлення з якими широкої публіки вважалося небажаним з ідеологічних міркувань, а також віднесені з різних міркувань до категорії «Для службового користування» або «Таємно». Для перегляду книги з цього відділу вимагалися письмовий дозвіл з місця роботи читача та ряд інших документів, отримати які було дуже нелегко. Посилання на літературу з цього відділу були заборонені.

## Спецфонди у світовій бібліотечній практиці
Відділи, що так чи інакше містять закриту для широкого доступу літературу, є в більшості бібліотек світу, але на відміну від радянських відділів, література направляється до них, як правило, не з політичних міркувань. Найстарший з таких відділів — знаменитий відділ «Пекло» Національної бібліотеки Франції, який існує з XVI століття і нині офіційно іменується «порнографічним відділом». До революції, в цей відділ прямувала також література, заборонена з політичних або релігійних мотивів, та конфісковані при обшуках рукописи (будь-якого змісту) — тобто він за своїми функціями наближався до пізніших радянських відділів спеціального зберігання. Існують різні чутки про існування закритих бібліотек також в Ватикані.

## Виникнення радянських відділів спеціального зберігання
Виникнення відділів спеціального зберігання відноситься до початку 20их років XX століття. Згідно з постановою РНК від 30 червня 1920 р., Книжкова палата стала отримувати 3 примірники секретної літератури — видань Червоної армії, Реввійськради Республіки, ВЧК. У 1921 р. відділ спеціального зберігання Книжкової палати став отримувати емігрантські газети і журнали.
Вперше відділи спеціального зберігання в бібліотеках були створені на основі постанови РНК РРФСР від 12 грудня 1921 року.
Згідно з декретом ВЦВК і постановою Наркомпросу від 12 січня 1922 р., що були прийняті за ініціативою Л. Д. Троцького, в секретний відділ стали надходити конфісковані книги, видані без дозволу цензури. Постановою РНК від 14 грудня 1921 було наказано постачати секретними виданнями також бібліотеку Рум'янцевського музею і Петроградську Публічну бібліотеку (білогвардійські видання, які виписував Наркомпрос, вони отримували й раніше), і при цьому Наркомпросу спільно з ВЧК розробити інструкцію про порядок зберігання та користування секретними документами. Згідно з розробленою інструкцією, користуватися секретними документами можна було тільки з дозволу голови Раднаркому, наркома з освіти та його заступників, членів ЦК РКП(б) або президії ВЧК. При цьому в дозволі всякий раз повинні були точно перераховуватися документи, що підлягають видачі, а також прізвище, ім'я, по-батькові уповноваженої особи. У 1923 р. відділ спеціального зберігання переходять у відання Головліту та Головполітпросвіту. В результаті проведених «чисток» бібліотек, в них направляється велика кількість старої літератури, часом майже вся література з історії та філософії, у зв'язку з їх «монархічними» та «ідеалістичними» тенденціями. У сталінські часи правила посилюються, у відділ відправляються видання, в яких якимось чином згадані імена «ворогів народу» (хоча б і тому, що книга надрукована в «друкарні імені Троцького»).